# USS Wichita (CA-45)
USS Wichita (CA-45) – amerykański krążownik ciężki z okresu II wojny światowej. Jedyny okręt swojego typu, pierwszy okręt US Navy noszący nazwę, pochodzącą od miasta Wichita w stanie Kansas.

## Historia budowy
USS „Wichita” powstał jako drugi amerykański krążownik ciężki dla wypełnienia limitu tonażu tej klasy ustanowionego podczas konferencji londyńskiej w 1930 roku (pierwszym był USS „Vincennes”, nieznacznie zmodyfikowany okręt typu New Orleans). Projekt nowego krążownika oparto na konstrukcji krążowników lekkich typu Brooklyn. To rozwiązanie miało zapewnić większy zasięg, lepszą odporność na uszkodzenia i dzielność morską w porównaniu z dotychczasowymi konstrukcjami. Główną modyfikacją było zastosowanie trzech trzydziałowych wież dział kal. 203 mm w miejsce 15 dział kal. 155 mm w pięciu wieżach artyleryjskich.
Stępka pod nowy krążownik została położona 28 października 1935 roku w stoczni Philadelphia Naval Shipyard w Filadelfii. Zwodowano go 16 listopada 1937 roku, a matką chrzestną została pani W.F. Weigester. Wyposażanie okrętu trwało relatywnie długo, głównie ze względu na przeciągające się prace nad nowym typem wież artyleryjskich kal. 203 mm. Ostatecznie okręt został przyjęty do służby w US Navy 16 lutego 1939 roku a pierwszym dowódcą został komandor Thaddeus A. Thomson.

## Opis konstrukcji

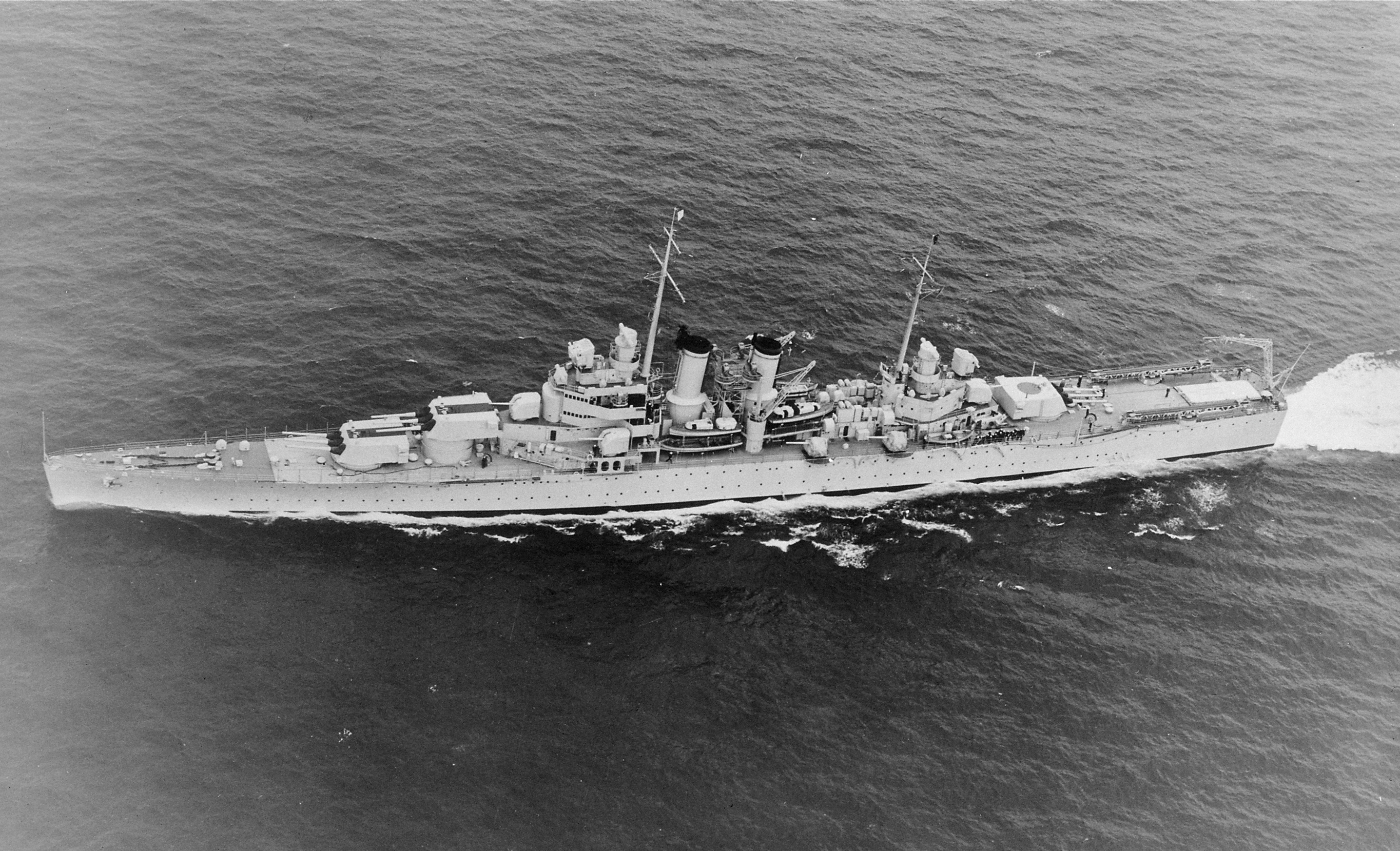
USS „Wichita” w przedwojennym jasnoszarym kamuflażu podczas rejsu na Atlantyku w pobliżu Norfolk, 1 maja 1940

Główną zmianą wprowadzoną na USS „Wichita”, w porównaniu z poprzednimi krążownikami ciężkimi US Navy, było zastosowanie nowego typu wież dla dział głównego kalibru. Było to spowodowane zbyt małą celnością dział wież wcześniejszych typów, co z kolei było wywołane przez zbyt małą odległość wylotów luf, umieszczonych na wspólnym łożu. Nowe wieże miały działa umieszczone niezależnie, z powiększoną (z ok. 115 do ok. 178 cm) odległością pomiędzy nimi. Barbety wież, o nowej konstrukcji, miały kształt stożkowy, zamiast stosowanego dotychczas cylindrycznego. Całkowita masa wieży wyniosła ok. 319 ton, maksymalna prędkość obrotu 10° na sekundę.
Artyleria średniego kalibru na USS „Wichita” składała się początkowo z sześciu pojedynczych armat uniwersalnych kal. 127 mm, typu stosowanego również na niszczycielach amerykańskich. Cztery z nich, umieszczone w wieżach, zainstalowano na nadbudówkach, dwie pozostałe na nieosłoniętych podstawach na głównym pokładzie w części rufowej. Dodatkowe dwie armaty na nieosłoniętych podstawach miano zainstalować po przeprowadzeniu prób przechyłowych. Poza tym artylerię przeciwlotniczą okrętu stanowiło, w okresie bezpośrednio po wejściu do służby, tylko osiem wielkokalibrowych karabinów maszynowych systemu Browninga kal. 12,7 mm, umieszczonych na nadbudówkach.
Kadłub i układ nadbudówek USS „Wichita” były niemal identyczne z projektem krążowników lekkich typu Brooklyn. Jedynie nadbudówka rufowa była niższa, zaś kominy miały wyższe i szersze podstawy. Opancerzenie okrętu stanowił burtowy pas pancerny o długości 55 m, szerokości 3 m i grubości od 102 do 152 mm. Pokład posiadał pancerz grubości 57 mm, stanowisko dowodzenia do 152 mm, wieże dział artylerii głównej od 38 do 203 mm, barbety do 178 mm. Wzorem krążowników typu Brooklyn, gdzie to rozwiązanie zastosowano po raz pierwszy w US Navy, całość wyposażenia lotniczego krążownika umieszczona została na rufie. Składało się ono z dwóch katapult o długości po 21 m oraz hangaru mogącego pomieścić do czterech wodnosamolotów. Początkowo były to maszyny Curtiss SOC Seagull, w późniejszym okresie wojny SC-1 Seahawk.
Urządzenia napędowe USS „Wichita” składały się z ośmiu kotłów i czterech turbin o łącznej mocy 100 000 KM, napędzających cztery śruby. Projektowa prędkość krążownika miała wynosić 33,6 węzłów, w praktyce jednak nie przekraczała 33 węzłów. Zasięg okrętu wynosił przeciętnie 7000 mil morskich przy prędkości 15 węzłów.

## Modyfikacje
Pomimo nie najlepszych wyników prób przechyłowych zdecydowano o zainstalowaniu na pokładzie głównym krążownika dwóch dodatkowych armat uniwersalnych kal. 127 mm. Wiązało się to z zastosowaniem dodatkowego balastu z 200 ton surówki hutniczej. Analiza przebiegu walk w Europie skłoniła dowództwo US Navy do kolejnego zwiększenia siły ognia artylerii przeciwlotniczej okrętu, zwłaszcza do jej dostosowania do zwalczania bombowców nurkujących. W 1941 roku USS „Wichita” otrzymała dwa pierwsze stanowiska poczwórnie sprzężonych działek automatycznych kal. 28 mm, na początku 1942 roku dwa kolejne oraz działka Oerlikon kal. 20 mm.
Z uwagi na nieskuteczność działek kal. 28 mm, zastępowano je sukcesywnie przez poczwórnie i podwójnie sprzężone działka Bofors kal. 40 mm. Pod koniec wojny uzbrojenie przeciwlotnicze USS „Wichita” składało się z 24 działek plot. kal. 40 mm i do 22 działek kal. 20 mm.
W 1943 roku, dla poprawy pola ostrzału artylerii przeciwlotniczej, usunięto opancerzone stanowisko dowodzenia oraz usytuowany nad nim dalocelownik oraz skrócono skrzydła mostka.

## Służba operacyjna

### 1939 – 1941

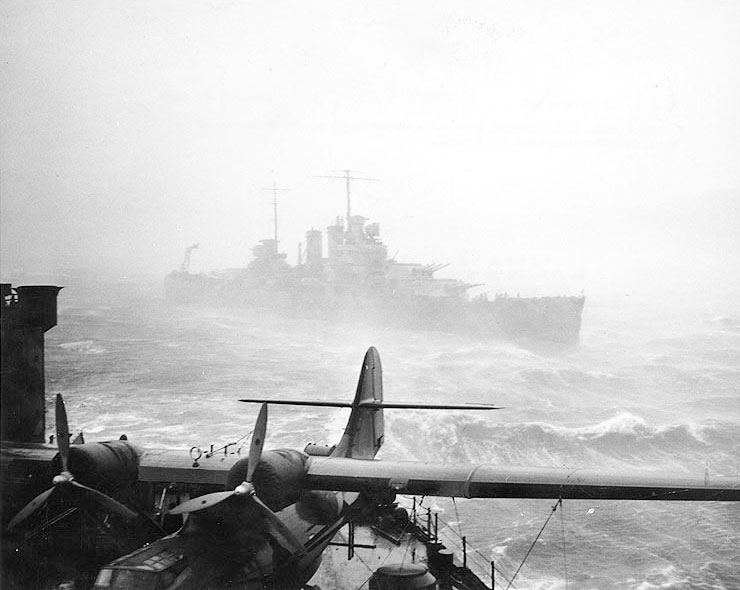
USS „Wichita” podczas zimowego sztormu na Atlantyku koło Islandii. Na pierwszym planie widoczny jest wodnosamolot PBY Catalina, połowa stycznia 1942

Pierwszy rejs USS „Wichita” po opuszczeniu macierzystej stoczni miał na celu wykonanie prób morskich i ćwiczebnych strzelań artyleryjskich na akwenie Morza Karaibskiego. Trasa rejsu prowadziła przez Houston w Teksasie, Wyspy Dziewicze, bazę Guantanamo na Kubie oraz Wyspy Bahama. Następnie okręt powrócił do stoczni dla poprawienia stateczności, oraz naprawy drobnych usterek. Służbę operacyjną w US Navy rozpoczął krążownik we wrześniu 1939 roku, wchodząc w skład Cruiser Division 7 Floty Atlantyckiej. Wykonywał zadania w ramach tzw. Patrolu Neutralności, po czym w związku z kłopotami z urządzeniami napędowymi został skierowany do stoczni w Norfolk. Oprócz naprawy zainstalowano tam również dwa dodatkowe działa przeciwlotnicze kal. 127 mm. W grudniu 1939 roku USS „Wichita” wraz z krążownikiem USS „Vincennes” i czterema niszczycielami utworzył tzw. Patrol Karaibski, stacjonując w bazach Guantanamo i San Juan na Puerto Rico.
Od marca do czerwca 1940 roku krążownik stacjonował w portach atlantyckiego wybrzeża Stanów Zjednoczonych. W czerwcu został wysłany w trzymiesięczny rejs do Ameryki Południowej, w celu pokazania amerykańskiej potęgi militarnej. USS „Wichita” wraz z USS „Quincy” zawinęły kolejno do Montevideo w Urugwaju, Rio Grande do Sul, Rio de Janeiro, Bahii, Santos i Pernambuco w Brazylii, ponownie do Montevideo, Buenos Aires i jeszcze raz do Rio de Janeiro. Pod koniec września 1940 roku okręt powrócił na wody amerykańskie, rozpoczynając cykl szkoleń dla rezerwistów US Navy.
Na początku 1941 roku USS „Wichita” wziął udział w manewrach floty na Morzu Karaibskim. W ich trakcie przeprowadzono m.in. ćwiczebny desant z morza na Puerto Rico. W marcu krążownik skierowano do stoczni marynarki w Nowym Jorku, celem przeprowadzenia przeglądu i oczyszczenia kadłuba. Po przeprowadzeniu kilku patroli na Atlantyku okręt powrócił do stoczni, aby po drobnych modernizacjach wyruszyć w stronę Islandii jako wsparcie operacji Indigo II, zajęcia wyspy przez wojska amerykańskie. Krążownik wpłynął do portu w Reykjavíku 6 sierpnia, by po kilku dniach wypłynąć w rejs powrotny na wody amerykańskie. Pod koniec sierpnia USS „Wichita” przebywał na wodach Nowej Fundlandii. Następnie wyruszył ponownie do Islandii, w ramach zespołu okrętów Task Group 7.5 mających wspierać działania Royal Navy na północnym Atlantyku, aż po Cieśninę Duńską. Skład TG 7.5 uzupełniały: lotniskowiec USS „Wasp”, pancernik USS „Mississippi”, okręt warsztatowy USS „Vulcan” oraz cztery niszczyciele. USS „Wichita” pozostawała zaangażowana w działalność zespołu do początku 1942 roku. W dniu ataku na bazę w Pearl Harbor (7 grudnia 1941 roku) krążownik przebywał na kotwicowisku w Hvalfjörður.

### 1942

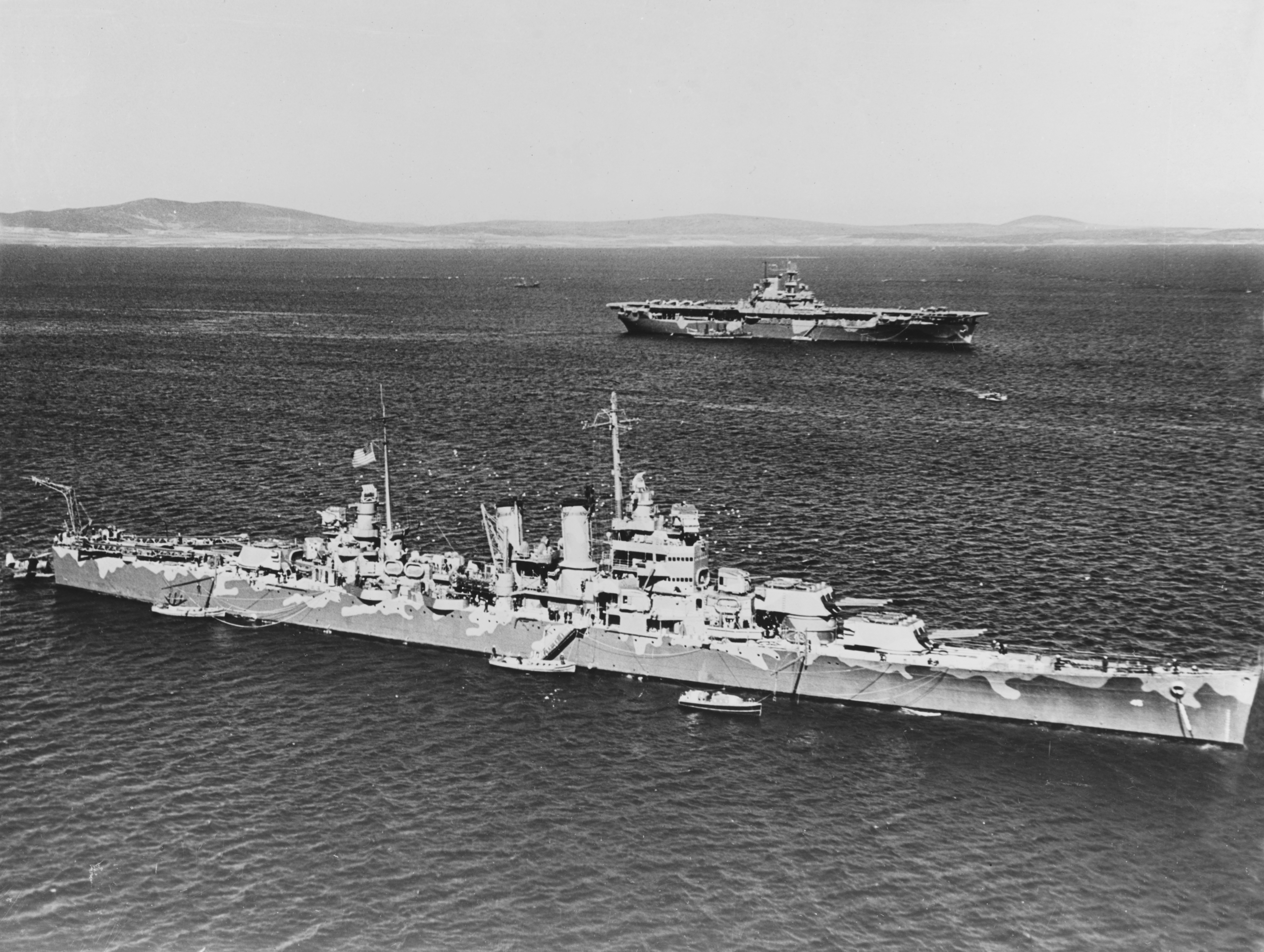
USS „Wichita” razem z lotniskowcem USS „Wasp” w Scapa Flow w kwietniu 1942

Na początku roku USS „Wichita” odbywał rejsy patrolowe na wodach Cieśniny Duńskiej. 15 stycznia w kotwicowisko w Hvalfjörður uderzył sztorm, którego prędkość wiatru przekraczała w porywach 100 węzłów. W wyniku zderzeń z amerykańskim parowcem „West Neosho” i brytyjskim trawlerem krążownik zdryfował na brzeg i osiadł na równej stępce. Po dokonaniu prowizorycznych napraw, umożliwiających rejs przez Atlantyk, okręt wyruszył na remont do stoczni w Nowym Jorku. Przebywał tam 17 dni.
W trakcie remontu krążownik otrzymał radary poszukiwawczy i artyleryjski oraz zmienił kamuflaż. Po odbyciu rejsów ćwiczebnych USS „Wichita” wszedł w skład nowo formowanego zespołu okrętów, wraz z lotniskowcem USS „Wasp”, pancernikiem USS „Washington”, krążownikiem USS „Tuscaloosa” i ośmioma niszczycielami. W maju zespół ten, wraz z okrętami Royal Navy, brał udział w osłonie konwojów QP-11, PQ-16 i QP-12. W pierwszych dniach lipca okręty amerykańskie stanowiły daleką osłonę konwoju PQ-17. Wibracje wałów napędowych podczas tego rejsu spowodowały wysłanie krążownika na remont do stoczni w Rosyth w Szkocji. Ponieważ przy prędkościach powyżej 20 węzłów wibracje wciąż występowały, okręt przeszedł Atlantyk na remont w suchym doku stoczni w Nowym Jorku.
Po zakończeniu remontu USS „Wichita” stał się okrętem zespołu TG 34.1, sformowanego wokół nowego pancernika US Navy, USS „Massachusetts”. Był on częścią alianckich sił inwazyjnych w operacji Torch (lądowanie we francuskiej Afryce Północnej). 8 listopada 1942 roku krążownik wziął udział w walce artyleryjskiej z francuskimi bateriami brzegowymi i okrętami cumującymi w porcie w Casablance. W jej trakcie okręt otrzymał trafienie w lewą burtę (14 marynarzy zostało rannych) oraz utracił jeden z wodnosamolotów, zestrzelony przez francuski samolot myśliwski Dewoitine D.520. Ostrzał prowadzony z USS „Wichita” spowodował pożar na krążowniku „Primauguet”, zniszczonym ostatecznie przez ogień z dział USS „Massachusetts”. W czasie kolejnych dni trwania operacji Torch USS „Wichita” patrolowała pobliski akwen, zaś po jej zakończeniu powróciła do Nowego Jorku.

### 1943
Na przełomie roku 1942 i 1943 krążownik otrzymał rozkazy przejścia na Pacyfik. 29 stycznia, w pobliżu wyspy Rennell zespół okrętów US Navy został zaatakowany przez japońskie samoloty torpedowe Mitsubishi G4M Betty, startujące z Rabaulu. USS „Wichita” otrzymał jedno trafienie torpedą, która nie wybuchła. Inny krążownik zespołu, USS „Chicago”, został trafiony dwoma torpedami i poważnie uszkodzony. Następnego dnia okręt, holowany do bazy na wyspie Espiritu Santo, został ponownie zaatakowany i, po otrzymaniu czterech trafień, zatonął. Pozostałe jednostki zespołu, w tym USS „Wichita”, kontynuowały rejs do bazy w Éfaté na Nowych Hebrydach. Tam krążownik przebywał do kwietnia, w celu oswojenia załogi z warunkami panującymi na Oceanie Spokojnym. Następnie okręt przeszedł do Pearl Harbor, a po uzupełnieniu amunicji i zapasów wziął udział w operacji odzyskania wysp z archipelagu Aleutów z rąk japońskich. W jej trakcie prowadził patrole na okalających wodach, a 22 lipca ostrzeliwał wyspę Kiska. W połowie sierpnia okręt został skierowany do stoczni marynarki w Bremerton w stanie Waszyngton.
Modernizacja okrętu trwała aż do końca listopada. W jej trakcie przezbrojono okręt w nowe armaty przeciwlotnicze, poprawiono pola ostrzału artylerii, zainstalowano nowe radary i systemy kierowania ogniem oraz zastosowano nowy kamuflaż. 7 grudnia 1943 roku, po odbyciu rejsów próbnych, USS „Wichita” wyruszyła w rejs z San Francisco na Hawaje.

### 1944

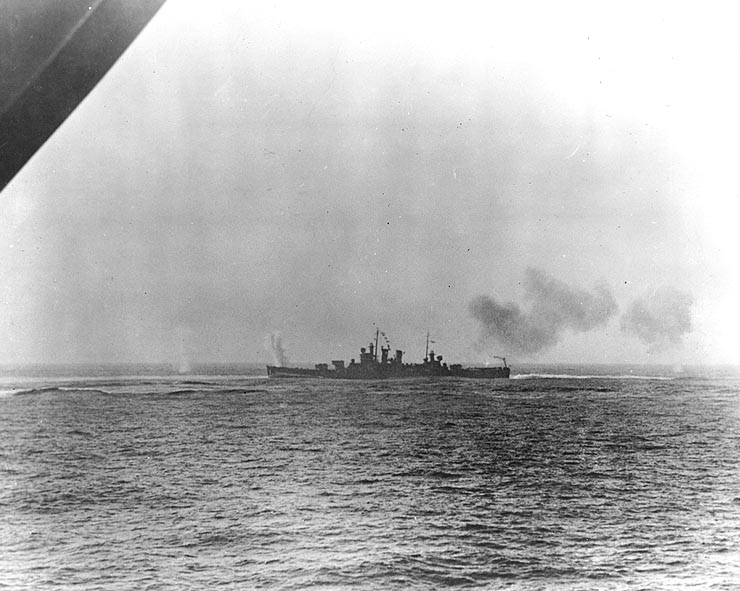
USS „Wichita” otwiera ogień do francuskiego pancernika „Jean Bart” koło Casablanci podczas operacji Torch, 8 listopada 1942

Na początku 1944 roku USS „Wichita” wziął udział w desancie na Wyspy Marshalla. Głównym zadaniem krążownika w tej operacji było osłanianie lotniskowca USS „Bunker Hill”. Następnie otrzymał rozkaz eskortowania uszkodzonego przez japońskie samoloty torpedowe lotniskowca USS „Intrepid” w drodze do Majuro. USS „Wichita” operował w rejonie Wysp Marshalla do czerwca, przygotowując się jednocześnie do operacji desantowych na Marianach.
W czerwcu i lipcu krążownik ostrzeliwał japońskie pozycje na Saipanie i Guam oraz patrolował okoliczne wody. w dniach 19 i 20 czerwca wziął udział w bitwie powietrzno-morskiej na Morzu Filipińskim, zestrzeliwując dwa samoloty japońskie. Sierpień spędził w bazie na atolu Eniwetok, by 29 sierpnia wejść w skład grupy TG 38.1, z którą osłaniał rajdy lotniskowców bombardujących japońskie umocnienia na wyspach Palau, Karolinach, Filipinach oraz w Holenderskich Indiach Wschodnich. We wrześniu USS „Wichita” osłaniał lotniskowce w trakcie desantów na Morotai i Luzon. Bombardował także japońskie pozycje na wyspach Cebu, Negros i Coron. Na początku października zespół lotniskowców, osłaniany także przez USS „Wichita” dokonał operacji uderzeniowej na Okinawie, a w następnych dniach na Luzonie i Formozie. W trakcie ostatniej akcji USS „Wichita” holował i osłaniał ciężko uszkodzony przez lotnictwo japońskie krążownik USS „Canberra”.
Pod koniec października 1944 roku USS „Wichita” wszedł w skład Task Force 34, osłaniając lotniskowce podczas bitwy o Leyte. W jej trakcie, 24 października współuczestniczył w zatopieniu uszkodzonego wcześniej przez samoloty lotniskowca „Chiyoda” i niszczyciela Hatsuzuki. W ostatnich dniach miesiąca osłaniał własne lotniskowce przed atakami kamikaze. Krążownik przebywał w rejonie Leyte do połowy listopada, kiedy wykryto poważne wibracje wałów napędowych. Ponieważ przyczyną okazało się być uszkodzenie trzech z czterech śrub, okręt został odesłany na remont do Bremerton.

### 1945

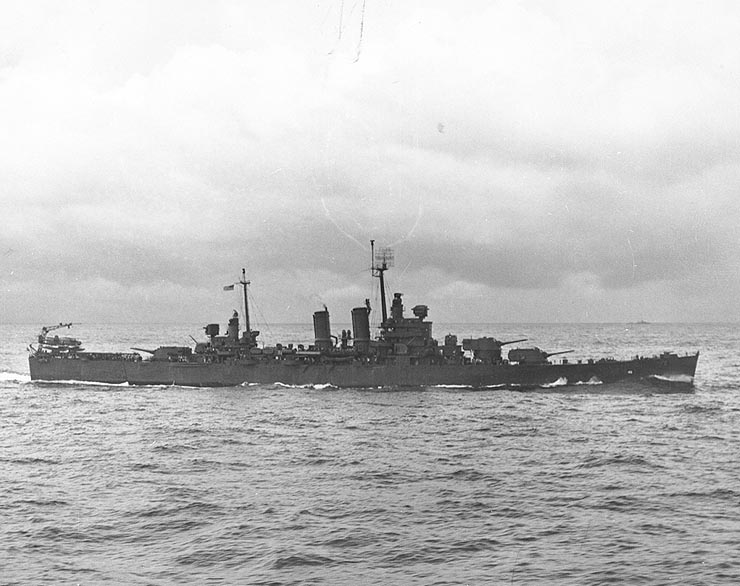
USS „Wichita” w drodze na centralnym Pacyfiku, 2 maja 1944

Remont okrętu zakończył się dopiero w lutym 1945 roku. W jego trakcie ponownie zwiększono ilość małokalibrowej artylerii przeciwlotniczej, zdemontowano jedną z katapult i wymieniono wodnosamoloty na nowocześniejsze SC-1 Seahawk. Krążownik powrócił do bazy w Pearl Harbor 6 marca.
Po uzupełnieniu zapasów USS „Wichita” wypłynął w kierunku archipelagu Karolinów, a stamtąd na Okinawę, gdzie jako część Task Force 54 wziął udział w operacji desantowej. 25 i 26 marca ostrzeliwał wyspę i osłaniał działania trałowców. 27 marca krążownik został zaatakowany przez kamikaze, nie odnosząc uszkodzeń, za to zestrzeliwując jedną z atakujących maszyn. W ciągu następnych dni okręt powrócił do ostrzeliwania wyspy, osłaniając jednocześnie oddziały nurków oczyszczających podejścia do miejsc lądowania. 1 kwietnia 1945 roku, w pierwszym dniu inwazji, USS „Wichita” prowadziła intensywny ostrzał wybranych celów w rejonie lądowania oddziałów marines (aż do wyczerpania amunicji). Okręt pozostawał w akcji w rejonie Okinawy aż do końca walk na wyspie, odnosząc dwukrotnie niewielkie uszkodzenia i tracąc jednego członka załogi, który zmarł trafiony 12 maja odłamkiem pocisku.
Za swoją służbę w czasie II wojny światowej USS „Wichita” otrzymał trzynaście Battle stars.

### Okres powojenny

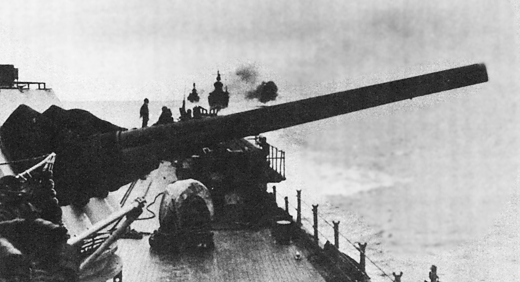
Jedna z wież artyleryjskich kal. 203 mm krążownika USS „Wichita” podczas ostrzeliwania japońskich pozycji na wyspie Kiska, 6 lipca 1943

Po kapitulacji Japonii USS „Wichita” został włączony w skład amerykańskich sił okupacyjnych, stacjonując w Nagasaki i Sasebo. W listopadzie krążownik otrzymał rozkaz wypłynięcia do San Francisco z uwolnionymi amerykańskimi jeńcami wojennymi na pokładzie. W Stanach Zjednoczonych okręt został poddany przeróbkom, dostosowującym go do transportu żołnierzy z terenów walk do kraju (operacja Magic Carpet). W grudniu 1945 roku USS „Wichita” transportował żołnierzy z Saipanu.
Na początku 1946 roku okręt przepłynął przez Kanał Panamski w drodze do Filadelfii, gdzie został przeniesiony do rezerwy 15 lipca. 3 lutego 1947 roku krążownik został oficjalnie wycofany ze służby w US Navy i poddany konserwacji. Proponowano później przebudowę okrętu na krążownik rakietowy z wyrzutniami pocisków rakietowych Terrier, ale nadmierne wyeksploatowanie okrętu spowodowało, że ostatecznie podobnej przebudowie poddano dwa krążowniki typu Baltimore, tworząc typ Boston.
USS „Wichita” pozostawał zakonserwowany we Flocie Rezerwowej aż do 1 marca 1959 roku, gdy został oficjalnie skreślony z listy floty. W sierpniu tegoż roku został sprzedany firmie złomowej, a w listopadzie pocięty na złom w Panamie.